# Aleksandr Pieriebiejnos
Aleksandr Dmitrijewicz Pieriebiejnos, ros. Александр Дмитриевич Перебейнос (ur. 30 lipca 1957 w Kokczetawie, Kazachska SRR) – rosyjski trener hokejowy.

## Kariera
- Sibir-1976 Nowosybirsk (1984-1994), główny trener
- Sibir-1986 Nowosybirsk (1994-1996), główny trener
- EV Landshut juniorzy (1996-1998), asystent trenera
- Podhale Nowy Targ (1998-1999), główny trener
- Sibir Nowosybirsk 2 (1999), główny trener
- Sibir-1986 Nowosybirsk, Sibir-1994 Nowosybirsk (2000-2006), główny trener
- Sibir-1998 Nowosybirsk (2006-2010), główny trener
- GSDJuSzOR Sankt Petersburg (2010-2011), główny trener
- Kristał 1996 Biedrsk (2011-2012), trener i dyrektor centrum hokejowego klubu
- JuHL Orieł (2012-2014), główny trener
- Bierkuty Kubani Krasnodar 1999 (2014-2015), główny trener
- JuHL Olimpiec Surgut (2015-2016), główny trener
- Junior-Sputnik Niżny Tagił (2016-), główny trener

Jego rodzice pochodzili z obszaru obecnej Ukrainy. Urodził się na terenie kazachskiej SRR. W młodym wieku trenował hokej w Ust-Kamienogorsku. Ukończył kształcenie w GDOIFK im. P. F. Lesgafta w Leningradzie. Od 1980 pracował w Nowosybirsku. W karierze trenerskiej prowadził głównie zespoły młodzieżowe. Przez wiele lat pracował w klubie Sibir Nowosybirsk. Wśród jego wychowanków byli m.in. Dmitrij Nabokow, Jan Gołubowski, Jewgienij Uszkow, Jegor Miłowzorow. Był także szkoleniowcem Podhala Nowy Targ w lidze polskiej, gdy pod jego wodzą drużyna zajęła pierwsze miejsce w sezonie zasadniczym, jednak później – przy niesprzyjających kłopotach finansowych klubu – uległa w półfinale play-off i zajęła ostatecznie trzecie miejsce. W czerwcu 2016 został starszym trenerem, a w listopadzie 2016 głównym trenerem drużyny Junior-Sputnik Niżny Tagił w rozgrywkach WHL-B.

## Sukcesy
- Brązowy medal mistrzostw Polski: 1999 z Podhalem Nowy Targ